# Macrocyprina barbara
Macrocyprina barbara är en kräftdjursart som beskrevs av Rosalie F. Maddocks 1990. Macrocyprina barbara ingår i släktet Macrocyprina och familjen Macrocyprididae. Inga underarter finns listade i Catalogue of Life.